# جيم جارنر
جيم جارنر (بالإنجليزية: Jim Garner)‏ هو محامي وسياسي أمريكي، ولد في 1963 في كوفيفيل في الولايات المتحدة. حزبياً، نشط في الحزب الديمقراطي. وقد انتخب عضو مجلس نواب كنساس.